# Шмельков, Пётр Михайлович
Пётр Михайлович Шмельков (12 (24) июня 1819, Оренбург, Российская империя — 9 (21) октября 1890, Москва, Российская империя) — русский художник, карикатурист-сатирик.

## Биография
Родился 12 июня (24 июня по новому стилю) 1819 года в Оренбурге в семье крепостного крестьянина. Позже его семья переселилась в Ковровский уезд Владимирской губернии. В 1843 году Пётр получил вольную от своего владельца — графа В. Н. Зубова.
В 1830-х годах учился в Москве у художников-иконописцев, затем в Художественных классах, позднее преобразованных в МУЖВЗ. В 1845 года за картину «Чтение Евангелия в сельской церкви» получил звание свободного художника и был оставлен в училище для дальнейшего совершенствования. В 1848 году Шмельков ушел из МУЖВЗ и поступил на службу в Кадетский корпус, где преподавал до конца жизни, давая одновременно частные уроки. С конца 1850-х годов он сотрудничал с журналами «Развлечение» и «Зритель», печатая в них сатирические рисунки. Иллюстрировал некоторые книги А. М. Голицынского.
С 1861 года Пётр Шмельков был членом комитета и участником выставок Московского общества любителей художеств, также был членом Московского художественного общества.
Жил в Москве в Большом Афанасьевском переулке, 2; на улице Коровий Брод (ныне — 2-я Бауманская), 3; в 1-м проулке Кадетского Плаца (ныне 1-й Краснокурсантский проулок, 3/5). Умер 9 октября (21 октября по новому стилю) 1890 года в Москве.
В 1890—1891 годах двумя выпусками вышел фототипический альбом его рисунков и эскизов. Произведения художника находятся в Государственной Третьяковской галерее и Государственном Русском музее.